# Jan Hendrik Oonk
Jan Hendrik Oonk (Winterswijk, 30 januari 1897 – Haaksbergen, 4 april 1962) was een Nederlands oorlogsburgemeester.

## Levensloop
Oonk werd lid van de Germaanse SS, van de NSB en van de Nederlandsch-Duitsche Kultuurgemeenschap.
Namens de NSB werd hij burgemeester van Born (1942-1943), Haaksbergen (21 april 1943 tot de bevrijding van Haaksbergen) en waarnemend burgemeester van Enschede (12 september 1944 tot 1 november 1944). Na de oorlog werd Oonk een gevangenisstraf opgelegd van vijf jaar, tot 7 april 1950.
Oonk overleed bij een verkeersongeluk op de Randweg in Haaksbergen.